# Urahilina
Urahilina (assyrisch: Irhuleni), Sohn von Parita, war König von Hamath. Er führte eine Koalition gegen die assyrischen Expansionsbestrebungen unter Šulmanu-ašared III. an, der ab 845 v. Chr. auch Ben-Hadad II. von Damaskus angehörte. Dieser Koalition gelang 853 v. Chr. in der Schlacht von Karkar ein Sieg über die Assyrer, womit deren Vormarsch nach Westen für zwei Jahre zum Erliegen kam. Später unterhielt Urahilina gute Beziehungen zu Assyrien.
Sein Name erscheint auch in Inschriften auf Votivgaben, die in Nimrud gefunden wurden. In Syrien gefundene Inschriften berichten vor allem von seiner Bautätigkeit.